# Cote Lupo
La Cote Lupo è una formazione rocciosa monzogranitica dell'isola d'Elba, situata presso il paese di Poggio.
La rupe si trova a breve distanza dalla Cote Tonda e dalla Cote Rondine. Il toponimo prende origine dalla morfologia del masso, che ricorda un lupo dalla bocca spalancata. Il termine cote deriva dal latino cotem, accusativo di cos, cotis.

## Ambiente
La vegetazione è composta da macchia mediterranea caratterizzata da Erica arborea, Arbutus unedo, Quercus ilex e Pinus pinaster.